# Munkácsi Ernő
Munkácsi Ernő (Páncélcseh, 1896. augusztus 7. – Balatonfüred, 1950. szeptember 1.) ügyvéd, jogi író, múzeumigazgató, hitközségi elöljáró. 

## Élete
Apja Munkácsi Bernát (eredetileg Munk, 1860–1937) finnugrista nyelvész, néprajztudós, apai nagyapja Munk Adolf hittudós, író. Anyja Jacobi Paula (1871–1925), anyai nagyapja Jacobi Jakab földbirtokos, anyai nagybátyjai Jacobi Béla ügyvéd, kormányfőtanácsos és Jacobi József belgyógyász-főorvos. Nőtestvére Winkler Ernőné Munkácsi Noémi (Budapest, 1906 – Jeruzsálem, 1966), a kanizsai főrabbi felesége, ismert és megbecsült költő. Jogi tanulmányait a Budapesti Tudományegyetemen folytatta, ahol előbb doktorátust, később ügyvédi diplomát szerzett. Ezt követően a Pesti Izraelita Hitközség titkáraként, majd 1923-tól kezdve annak ügyészeként működött. E minőségben, de mint jogtudományi író is sokat foglalkozott a zsidó felekezet jogait illető kérdésekkel. Számos tanulmánya jelent meg főleg a Jogtudományi Közlönyben és a Pester Lloydban, s munkatársa volt a Magyar zsidó lexikonnak. A Pesti Izraelita Hitközség, majd a Zsidó Tanács főtitkára, 1934 és 1942 között a Magyar Zsidó Múzeum igazgatója volt. 1945-ben a hitközség igazoló bizottsága arra való tekintettel, hogy a német megszállás idején elhagyta hivatalát, – melyet így hónapokig nem látott el –, megállapította, hogy vezetői állására alkalmatlan. A Népbíróság mint fellebbviteli fórum azonban ugyanebben az évben rehabilitálta, s figyelembe vette, hogy 1944 nyarán egy illegális röpiratban először tárta fel a deportálások borzalmait.

## Családja
Felesége Mairovitz Erzsébet neves zongoratanár volt (1903–1994), akit 1925. június 30-án Budapesten, a Terézvárosban vett nőül.
Lányai: Munkácsi Éva nyelvtanár (1928–2012) és Munkácsi Mária, Maja könyvkiadói szerkesztő, szakfordító (1930–2013).

## Művei
- Fejezetek a magyar zsidó vallásfelekezet újabb joggyakorlatából (1926)
- Az izraelita hitközségek alkalmazottainak szolgálati jogviszonya (1927)
- Közjogi törekvéseink az utolsó évtizedekben címmel (tanulmány, Zsidó Évkönyv, 1927)
- Küzdelmes évek (Budapest, 1943)
- Könyvek és kövek. Történeti és művészeti írások (Budapest, 1944)
- Hogyan történt? Adatok és okmányok a magyar zsidóság tragédiájához (Budapest, 1947)
- Hogyan történt? Adatok és okmányok a magyar zsidóság tragédiájához (Park Könyvkiadó, Budapest, 2022)